# Édouard Collineau
Pour les articles homonymes, voir Collineau.
Édouard Isaïe Collineau, né le 22 novembre 1810 aux Sables-d'Olonne et mort le 15 janvier 1861 à Tien-Tsin en Chine, est un général français.

## Biographie
D'une famille de Montrelais, Édouard Collineau est le fils de Guy Charles Collineau, marin puis marchand de vin en gros, et de Catherine Macouin.
Engagé volontaire à 21 ans (14 mars 1831), comme simple soldat, dans un régiment d'infanterie (18e de ligne) de la Légion étrangère et prend part aux sièges de Constantine et de Zaatcha. Il s'illustre en 1855 comme colonel du 1er zouaves lors de la prise de Malakoff en Crimée.
Promu général en 1859, il participe à l'expédition de Chine et gagne à Takou (1860). Atteint par la variole, il meurt quelque temps plus tard à Tien-Tsin.
Jules Verne le mentionne dans son roman Les Tribulations d'un Chinois en Chine (chapitre XVI).

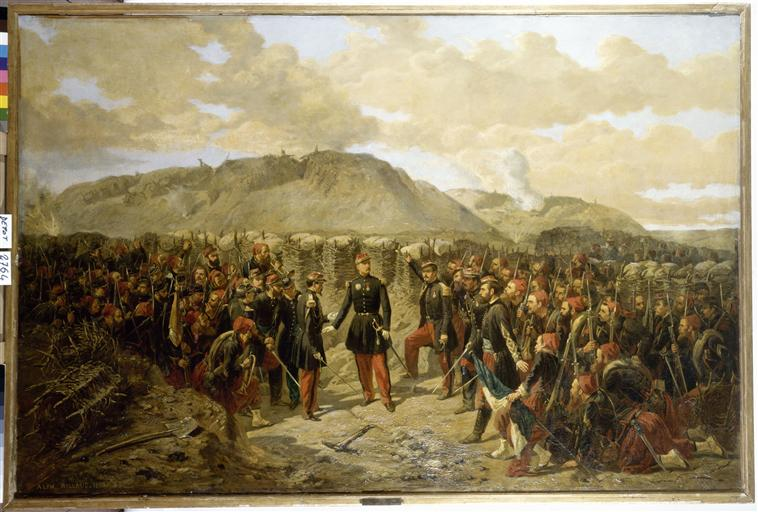
Le général Mac Mahon donne ses dernières instructions aux compagnies d'assaut du 1er zouaves du colonel Collineau avant la prise de la redoute de Malakoff.
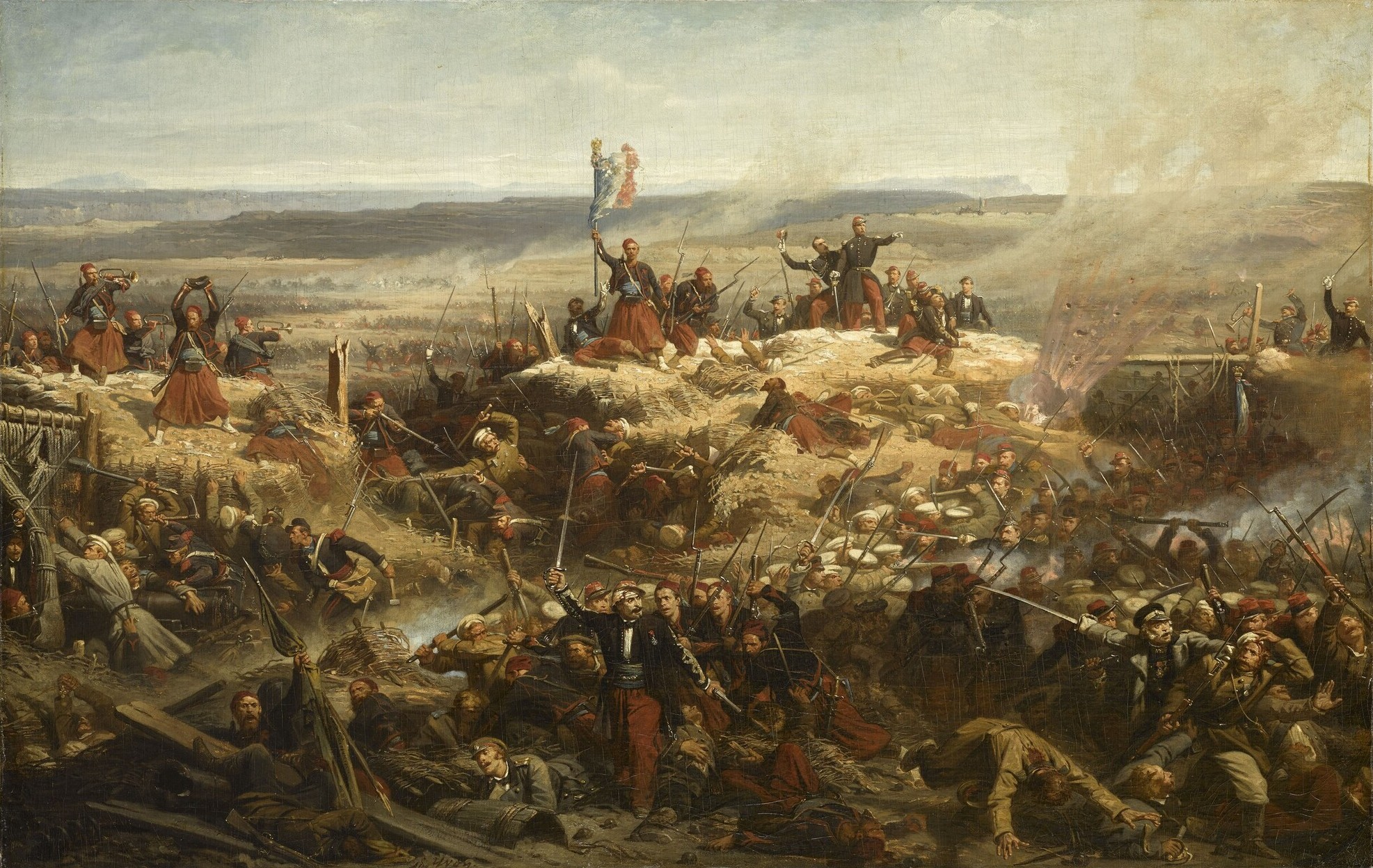
Prise de la tour de Malakoff par le général Mac-Mahon, le 8 septembre 1855.
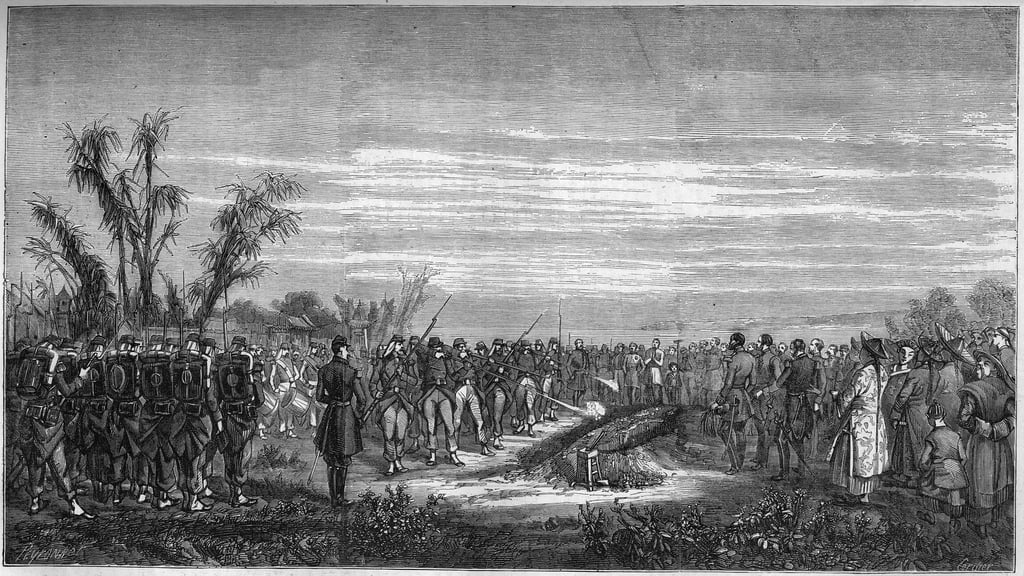
Funérailles du général Édouard Collineau à Tsien Tsin, le 15 janvier 1861.

## Publication
- Un soldat de fortune : Notes et souvenirs du général Collineau, in Carnet de la Sabretache no 288, mars-avril 1924

## Hommages
- Place du Général Collineau, aux Sables-d'Olonne